# Automobilwerk Lux
Das Automobilwerk Lux war ein deutscher Hersteller von Automobilen.

## Unternehmensgeschichte
Das Unternehmen aus Freiburg im Breisgau begann 1921 mit der Produktion von Automobilen. Der Markenname lautete Lux. Etwa 1925 endete die Produktion.

## Fahrzeuge
Das einzige Modell war der 5/18 PS. Ein Vierzylindermotor mit 980 cm³ Hubraum trieb die Fahrzeuge an.